# Kocēni (novads)
Kocēni (łot.: Kocēnu novads) – jeden z łotewskich novadsów, funkcjonujący w latach 2009–2021.

## Historia
Novads powstało na terenach należących przed 2009 do rejonu Valmiera.
Do 28 stycznia 2010 novads nosił nazwę Valmiera (łot.: Valmieras novads).
W skład novadsu wchodziło pięć pagastsów: Bērzaine, Dikļi, Kocēni, Vaidava i Zilaiskalns. Jego stolicą została wieś Kocēni.
Zlikwidowany w ramach reformy administracyjnej 30 czerwca 2021. Wszedł w całości w skład nowego novadsu Valmiera.